# 7995 Khvorostovsky
7995 Khvorostovsky este un asteroid din centura principală de asteroizi.

## Descriere
7995 Khvorostovsky este un asteroid din centura principală de asteroizi. A fost descoperit pe 4 august 1983 la Observatorul de Astrofizică din Crimeea de Liudmila Karacikina. Asteroidul prezintă o orbită caracterizată de o semiaxă mare de 2,79 ua, o excentricitate de 0,27 și o înclinație de 8,8° în raport cu ecliptica.